# Kabantua
Kabantua is een bestuurslaag in het regentschap Karo van de provincie Noord-Sumatra, Indonesië. Kabantua telt 564 inwoners (volkstelling 2010).